# Al Mutamid ibn Abbad
Pour les articles homonymes, voir Abbad et Al-Mutamid.
 (3 octobre 2015).

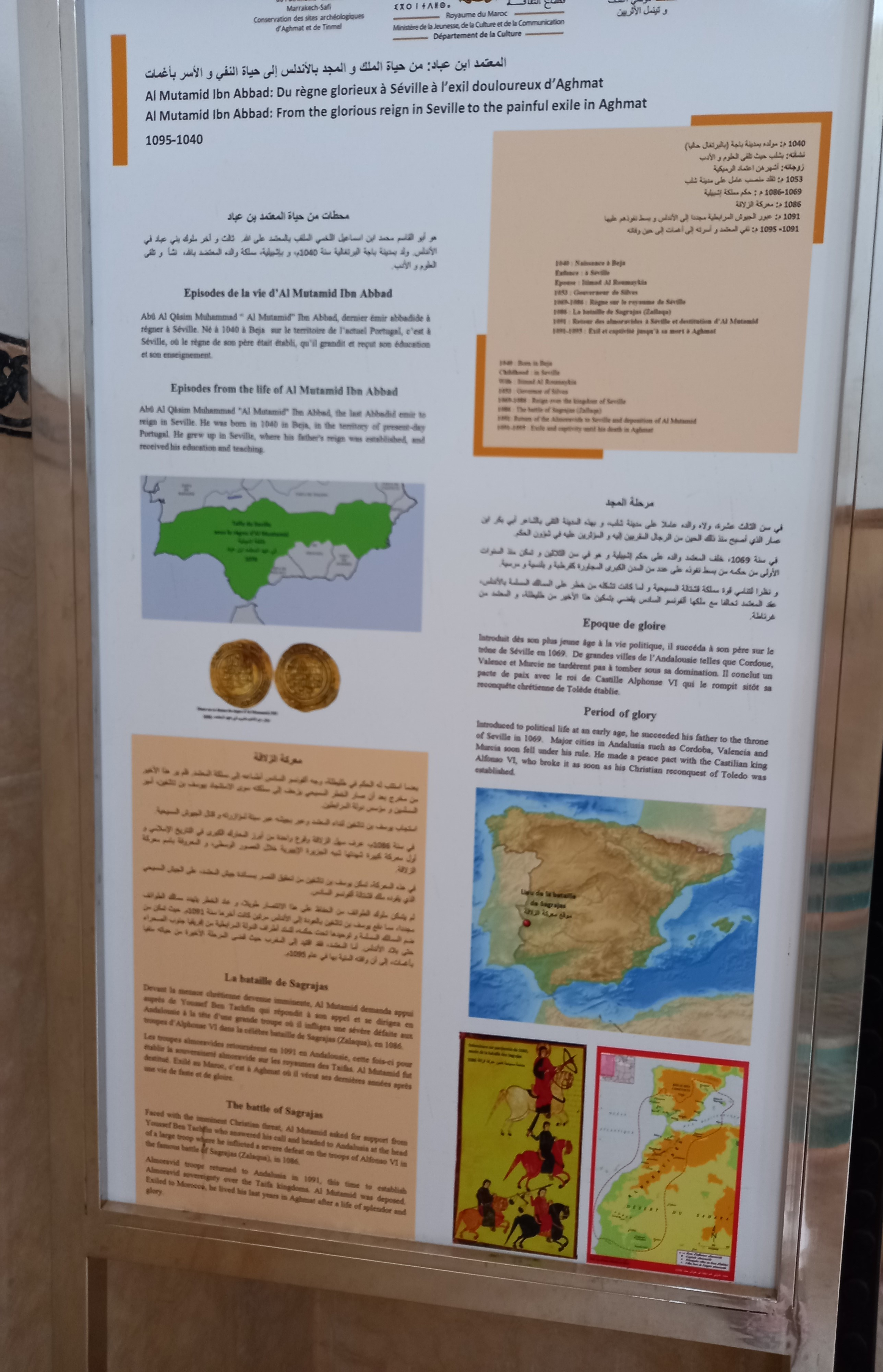
Mausolée Al Mutamid Ibn Abbad

Abbad III ou Abû al-Qâsim Muhammad “Al-Mu‘tamid” ben ‘Abbâd (arabe : محمد المعتمد بن عباد , Muḥammad al-Muʿtamid bin ʿAbbād) est le dernier émir abbadide à régner à Séville.
Né en 1040 à Beja, sur le territoire de l'actuel Portugal, et mort en 1095 à Aghmat au Maroc, est le fils et successeur d'Abbad II al-Mu`tadid. Il est le beau-père de Zaida de Séville, princesse musulmane qui, après son veuvage et l'attaque des Almoravides, s'enfuit en Castille, se convertit au christianisme sous le nom d'Isabelle ou Élisabeth et devient la maîtresse ou l'épouse d'Alphonse VI de Castille.

## Biographie
Il hérita de son père le talent poétique et le caractère impitoyable, et lui succéda sur le trône de Séville, en 1068. De grandes parties de l'al-Andalus tombèrent sous sa domination : à l’ouest, il engloba le pays compris entre le bas Guadalquivir et le bas Guadiana, les régions autour de Niebla, Huelva et Saltes en 1052, Mertola et Silves (dans le sud du Portugal actuel) ; vers le sud-est et le sud dans les zones de Morón, Arcos, Ronda, Algésiras en 1058, et Tarifa ; vers le nord et le nord-est, sur le pays cordouan et sa capitale Cordoue (prise en 1070, perdue en 1075, reprise en 1078) puis sur la partie de l’émirat de Tolède située au sud du Guadiana; enfin même, vers l’est, jusqu’à Murcie et toutes ses dépendances en 1079.
Il dut payer tribut à Alphonse VI de Castille. Celui-ci devint menaçant après la reconquête chrétienne de Tolède en 1085. al-Mu'tamid fit appel au sultan almoravide Youssef Ibn Tachfin, qui vainquit Alphonse VI, le 23 octobre 1086 à Sagrajas (az-Zallàqa) puis se retourna contre son protégé en s'emparant, entre autres, du royaume de Séville. Son attitude irrésolue entre 1089 et 1090, entraîna la conquête de son royaume par les Almoravides, qui le destituèrent en 1091 puis l'exilèrent au Maroc, où il mourut en 1095 à Aghmat.
Muhammad Ibn Abbad Al Mutamid est surtout connu comme poète. Dans ses poésies écrites en exil, il rappelle sa grandeur passée, et se donne comme exemple de l'instabilité de la fortune.

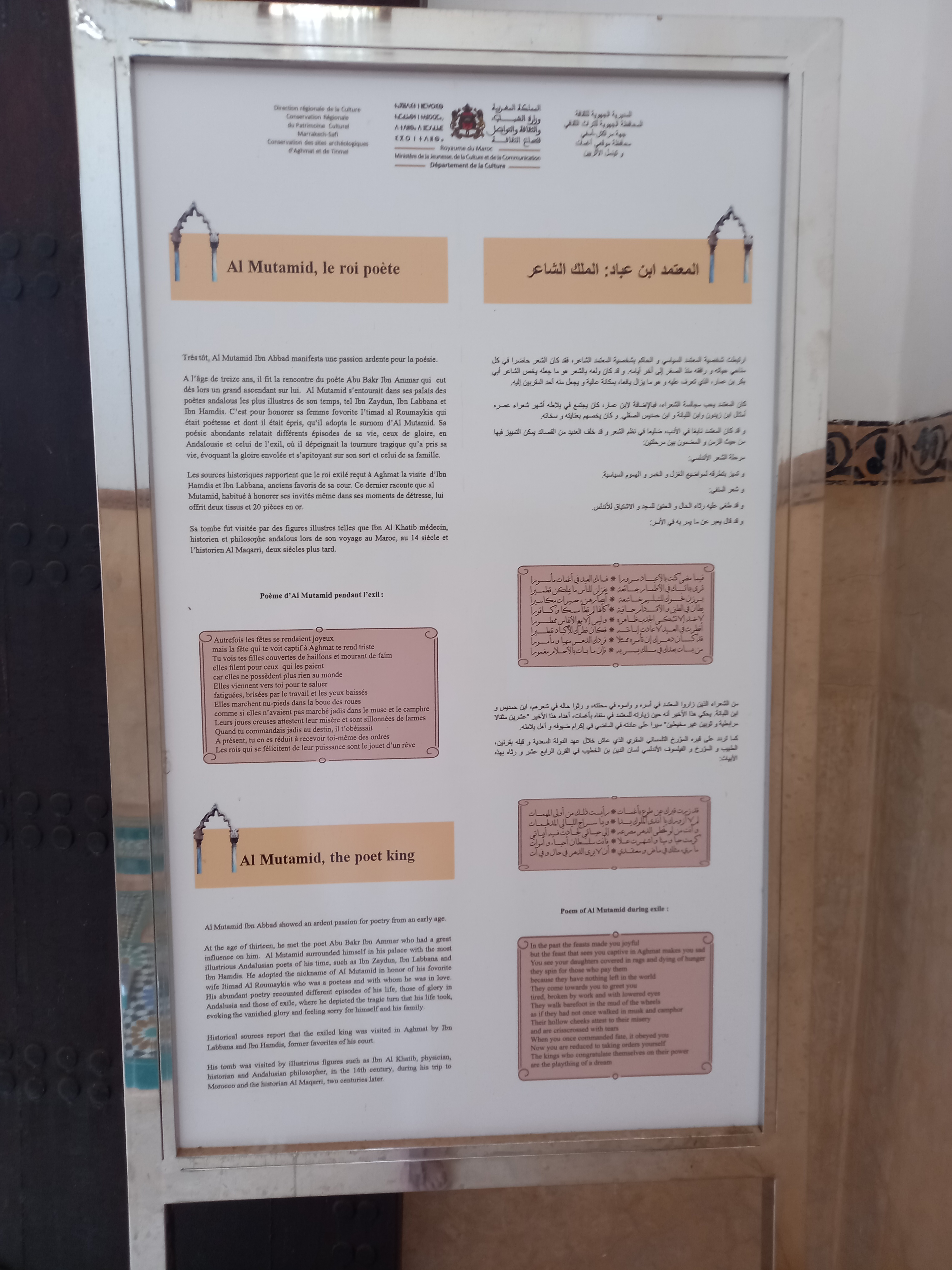
Mausolée Mutamid Ibn Abbad

Le festival culturel d'Assilah, au Maroc, a été nommé, d'après lui, Université Al Mouatamid Ibn Abbad.

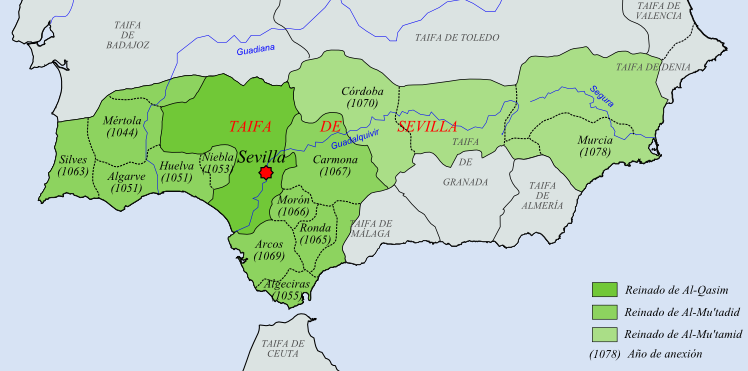
Le royaume de Séville sous le règne d'Al Mutamid.
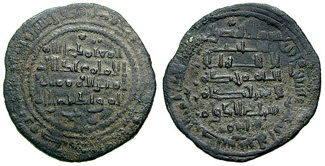
Dirhams sévillans de l'époque du roi-poète.
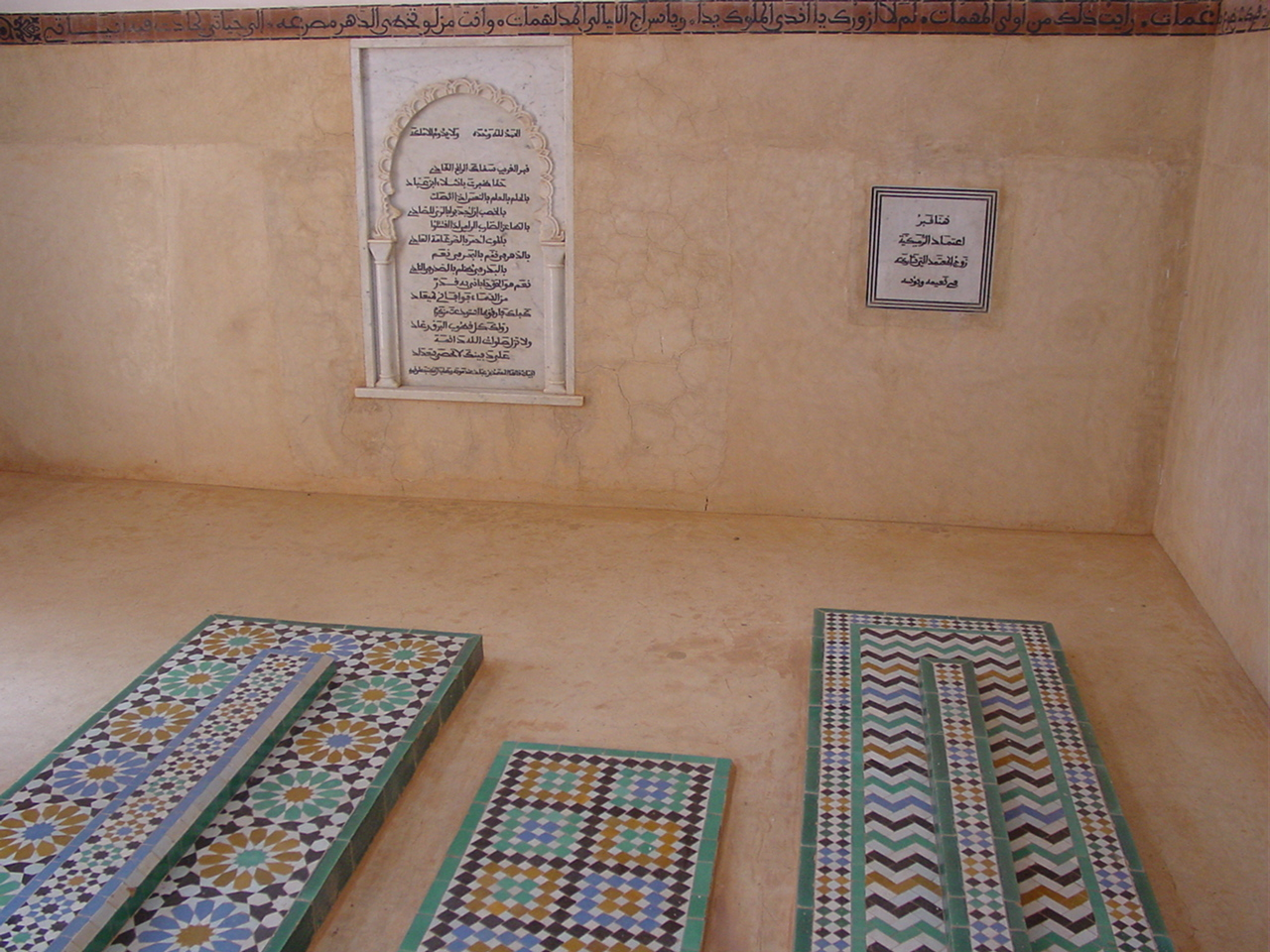
Mausolée Mutamid Ibn Abbad Tombes d'al-Mutamid, sa femme I'timad et leur fille à Aghmat.